# Lotfi Dziri
Lotfi Dziri (arabe : لطفي الدزيري), né le 6 janvier 1946 à Carthage (Salammbô) et mort le 5 mai 2013, est un acteur tunisien.

## Carrière
Au début des années 1970, professeur de sport diplômé de l'Institut supérieur du sport et de l'éducation physique, Lotfi Dziri quitte la Tunisie pour Strasbourg. Il s'intéresse très tôt à la psychologie. Son arrivée au théâtre s'explique par le fait qu'il ait choisi de traiter ses patients en leur attribuant des rôles théâtraux. Il se prend au jeu et monte vers 1978 sa première pièce, Ali parle, la rencontre entre un ouvrier immigré logé dans un foyer Sonacotra et un étudiant en sociologie. Il écrit ensuite, avec Patrick Missoffe et Daniel Chambet-Ithier, Le Syndicat des prophètes qui met en scène les prophètes des religions du Livre.
Il rentre en Tunisie en 1985 et commence une carrière dans la presse écrite. Il est en effet correcteur dans le quotidien La Presse de Tunisie, l'un des journaux étatiques à grand tirage, sous la direction de Mohamed Mahfoudh.
Sa passion pour le théâtre reprend le dessus et il monte une pièce qui rencontre un succès pendant plusieurs années d'affilée, Ma taallakch (Sans commentaires). Compte tenu de son succès au théâtre, où il interprète des rôles de monologue, la télévision tunisienne fait appel à lui pour jouer dans plusieurs séries télévisées, diffusées notamment au cours du mois de ramadan. Dans le même temps, il passe au cinéma et joue dans plusieurs films, accaparant parfois le rôle principal.

## Filmographie

### Cinéma
| Année | Titre                      | Directeur                                          | Scénariste                                | Rôle                 |
| ----- | -------------------------- | -------------------------------------------------- | ----------------------------------------- | -------------------- |
| 1997  | Keswa, le fil perdu        | Kalthoum Bornaz                                    | Kalthoum Bornaz                           |                      |
| 2001  | Le Désert et la forêt (pl) |                                                    |                                           | Gebhr                |
| 2004  | Parole d'hommes            | Moez Kamoun (ar)                                   | Moez Kamoun et Hassan Ben Othman          |                      |
| 2004  | Gladiateurs                | Tilman Remme                                       | Georgann Kane, Steve Manuel et Chris Ould | Entraîneur           |
| 2004  | Deadlines                  | Michael A. Lerner et Ludi Boeken                   | Michael A. Lerner                         | Rahman               |
| 2004  | Visa                       | Ibrahim Letaïef                                    | Ibrahim Letaïef                           |                      |
| 2005  | La Villa (ar)              | Mohamed Damak et Madih Belaïd                      | Mohamed Mahfoudh et Mohamed Damak         |                      |
| 2006  | Bin El Widyene             | Khaled Barsaoui                                    | Khaled Barsaoui                           |                      |
| 2006  | Making of                  | Nouri Bouzid                                       | Nouri Bouzid                              |                      |
| 2007  | Le Sacre de l'homme        | Jacques Malaterre avec Helmi Dridi et Rabeb Srairi | Yves Coppens et Michel Fessler            | Uhru                 |
| 2009  | Le Fil                     | Mehdi Ben Attia                                    | Mehdi Ben Attia et Olivier Laneurie       | Abdelaziz            |
| 2010  | Le Dernier mirage          | Nidhal Chatta                                      | Nidhal Chatta                             |                      |
| 2010  | La Cité                    | Kim Nguyen                                         | Kim Nguyen                                | Georges              |
| 2011  | Or noir                    | Jean-Jacques Annaud                                | Hans Ruesch                               | Cheikh de Bani Sirri |
| 2012  | Fausse note                | Majdi Smiri                                        | Majdi Smiri                               | Si Lamine            |
| 2014  | El Ziara, la lune noire    | Nawfel Saheb Ettabâ                                |                                           |                      |

### Télévision
| Année     | Titre               | Directeur                            | Scénariste                         | Rôle                |
| --------- | ------------------- | ------------------------------------ | ---------------------------------- | ------------------- |
| 2001      | Dhafayer            | Habib Mselmani et Madih Belaïd       | Abdelhakim Alimi] et Ridha Gaham   |                     |
| 2002      | Gamret Sidi Mahrous | Slaheddine Essid                     | Ali Louati                         | Dr Abdallah Souilah |
| 2003      | Douroub El Mouajaha | Abdelkader Jerbi                     | Abdelkader Belhaj Nasser           | Mansour             |
| 2004      | Loutil              | Slaheddine Essid                     | Hatem Belhaj                       | Abed                |
| 2005      | Café Jalloul        | Mohamed Damak                        | Imed Ben Hamida et Lotfi Ben Sassi | Jilani alias Johnny |
| 2005      | Le Voyage de Louisa | Patrick Volson                       | Azouz Begag                        | El Fransaoui        |
| 2005-2006 | Choufli Hal         | Slaheddine Essid et Abdelkader Jerbi | Hatem Belhaj                       | Professeur Ben Amor |
| 2006      | Nwassi w Ateb       | Abdelkader Jerbi                     | Allala Nwaïria                     |                     |
| 2010      | Dar Lekhlaa         | Ahmed Rjeb et Nabil Bessaïda         | Hatem Bel Hadj                     | Baha                |